# Kaliumhexafluoroantimonat(V)
Kaliumhexafluoroantimonat, K[SbF6] ist eine anorganische Verbindung zwischen dem Alkalimetall Kalium und der Supersäure Hexafluorantimonsäure.

## Gewinnung und Darstellung
Kaliumhexafluoroantimonat kann durch Reaktion von Kaliumpyroantimonat K2H2Sb2O7 mit Fluorwasserstoff oder durch Behandlung des Produkts der Reaktion einer Mischung aus festem Antimon(III)-oxid und Kaliumhydroxid mit Wasserstoffperoxid-Lösung (30 %) mit Salzsäure (48 %) dargestellt werden. Die Verbindung kann auch durch Behandlung einer äquimolaren Mischung aus Antimon(V)-chlorid und Kaliumchlorid (oder Kaliumfluorid) mit einem Überschuss an wasserfreiem Fluorwasserstoff bei hohen Temperaturen und Drücken synthetisiert werden.

## Eigenschaften
Kaliumhexafluoroantimonat ist ein geruchsloses, weißes Pulver. Es lässt sich in Wasser lösen. Kaliumhexafluoroantimonat  kristallisiert in Abhängigkeit von der Temperatur in einer tetragonalen (Koordinationszahl der A-Position = 8) mit der Raumgruppe P42m (Raumgruppen-Nr. 111) und einer kubischen (Koordinationszahl der A-Position =
6) Variante mit der Raumgruppe Ia3 (Raumgruppen-Nr. 206). Die Verbindung unterzieht sich bei 16 °C einem Übergang von einer kubischen zur tetragonalen Kristallstruktur. Bei hohem Druck ist eine weitere Kristallstruktur bekannt.

## Verwendung
Kaliumhexafluoroantimonat wird als pharmazeutisches Zwischenprodukt verwendet.

## Sicherheitshinweise
Die Verbindung wirkt beim Verschlucken oder Inhalieren giftig.
Das Salz kann heftige Reaktionen mit starken Säuren und Oxidationsmitteln hervorrufen. Bei der Verbrennung des Stoffes kann Fluorwasserstoff, Kaliumoxid und Antimonoxide entstehen.